# L'home en una terra salvatge
L'home en una terra salvatge (títol original en anglès: Man in the Wilderness) és una pel·lícula estatunidenca dirigida per Richard C. Sarafian, del 1971. Ha estat doblada al català.

## Argument
El 1820, un tramper, deixat per mort després d'haver estat ferit per un os gris, intenta de sobreviure en una naturalesa hostil amb una sola idea al capdavant: venjar-se dels seus excompanys, portats per un capità visionari el vaixell del qual és arrossegat per 22 mules a través d'un territori indi…

## Repartiment
- Richard Harris: Zachary Bass
- John Huston: Capità Henry
- Henry Wilcoxon: el cap indi
- Percy Herbert: Fogarty
- Dennis Waterman: Lowrie
- Prunella Ransome: Grace
- Sheila Raynor: la mare de Grace
- Norman Rossington: Ferris
- James Doohan: Benoit
- Bryan Marshall: Potts
- Ben Carruthers: Longbow
- Robert Russell: Smith
- John Bindon: Coulter
- Bruce M. Fischer: Wiser
- Dean Selmier: Russell